# Ewa Kujawska-Lis
Ewa Kujawska-Lis (ur. 1972) – polska literaturoznawczyni, profesor nauk humanistycznych, profesor, Kierownik Katedry Filologii Angielskiej Wydziału Humanistycznego Uniwersytetu Warmińsko-Mazurskiego w Olsztynie.

## Życiorys
25 czerwca 2003 obroniła pracę doktorską Jednostka a wiktoriańskie instytucje społeczne w wybranych powieściach Karola Dickensa, 17 kwietnia 2013 habilitowała się na podstawie pracy zatytułowanej Marlow pod polską banderą. Tetralogia Josepha Conrada w przekładach z lat 1904-2004. Otrzymała nominację profesorską. Została zatrudniona na stanowisku adiunkta w Instytucie Neofilologii na Wydziale Humanistycznym Uniwersytetu Warmińsko-Mazurskiego w Olsztynie.
Objęła funkcję profesora nadzwyczajnego w Katedrze Filologii Angielskiej na Wydziale Humanistycznym Uniwersytetu Warmińsko-Mazurskiego w Olsztynie oraz na Wydziale Nauk Humanistycznych i Społecznych Olsztyńskiej Szkoły Wyższej im. Józefa Rusieckiego.
Jest kierownikiem Katedry Filologii Angielskiej Wydziału Humanistycznego Uniwersytetu Warmińsko-Mazurskiego w Olsztynie.